# Kamienica przy ul. Braci Gierymskich 8 w Kłodzku
Kamienica przy ul. Braci Gierymskich 8 w Kłodzku – pochodząca z XVII wieku renesansowa kamienica,  położona w obrębie starówki.

## Historia
Budynek pochodzi z XVII wieku, w XIX wieku przebudowano fasadę, między innymi poprzez wybicie otworu na okno wystawowe. Dom nosił dawniej miano „Pod Kozłem”, od nazwy gmerku umieszczonego na fasadzie; około 1900 roku objął go mistrz stolarski i kozła zastąpił strugiem. Obecnie gmerk ten nie istnieje, zachowało się jedynie jego owalne obramowanie. W latach 1971–1973 przeprowadzono gruntowny remont kamienicy
Decyzją wojewódzkiego konserwatora zabytków z dnia 9 stycznia 1964 roku kamienica została wpisana do rejestru zabytków.

## Architektura
Dom posiada dwie kondygnacje w bloku i dwie w szczycie. Elewacja bloku jest trójosiowa. Przebudowa w XIX wieku stosunkowo mało popsuła fasadę (poza parterem). Portal jest ciosowy, pełnołukowy, o gęsto modelowanych impostach. Węgary i archiwolta ozdobione są płaskorzeźbionymi rozetami na przemian z nikłymi półdiamentami. Okna piętra i szczytu mają lekkie wczesnorenesansowe obramienia (fascie) i lekkie uproszczone gzymsy. Bardzo bujna jest sylweta szczytu, podzielonego gzymsami na trzy zasadnicze kondygnacje. Smukłe pilastrowanie dobrze się cieniuje. Dwie pary wolut o drobnych zwojach, fantazyjny szczycik złożony z wolut i dwie pary piramidek tworzą okrój szczytu.

## Ciekawostki
Domy przy ul. Braci Gierymskich 6 i 8 są połączone wspólną klatką schodową i noszą nieoficjalną nazwę "Jaś i Małgosia".

## Galeria

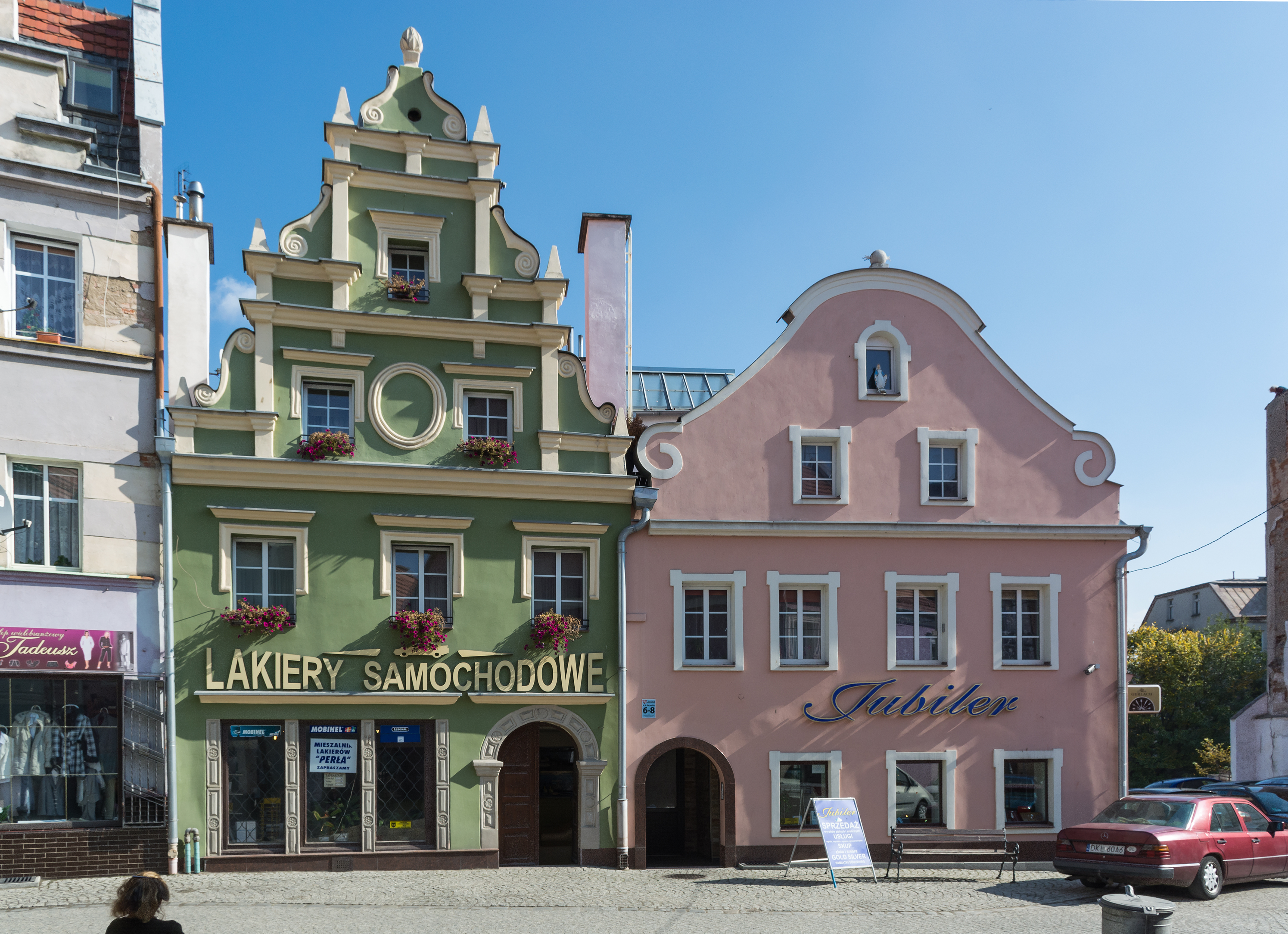
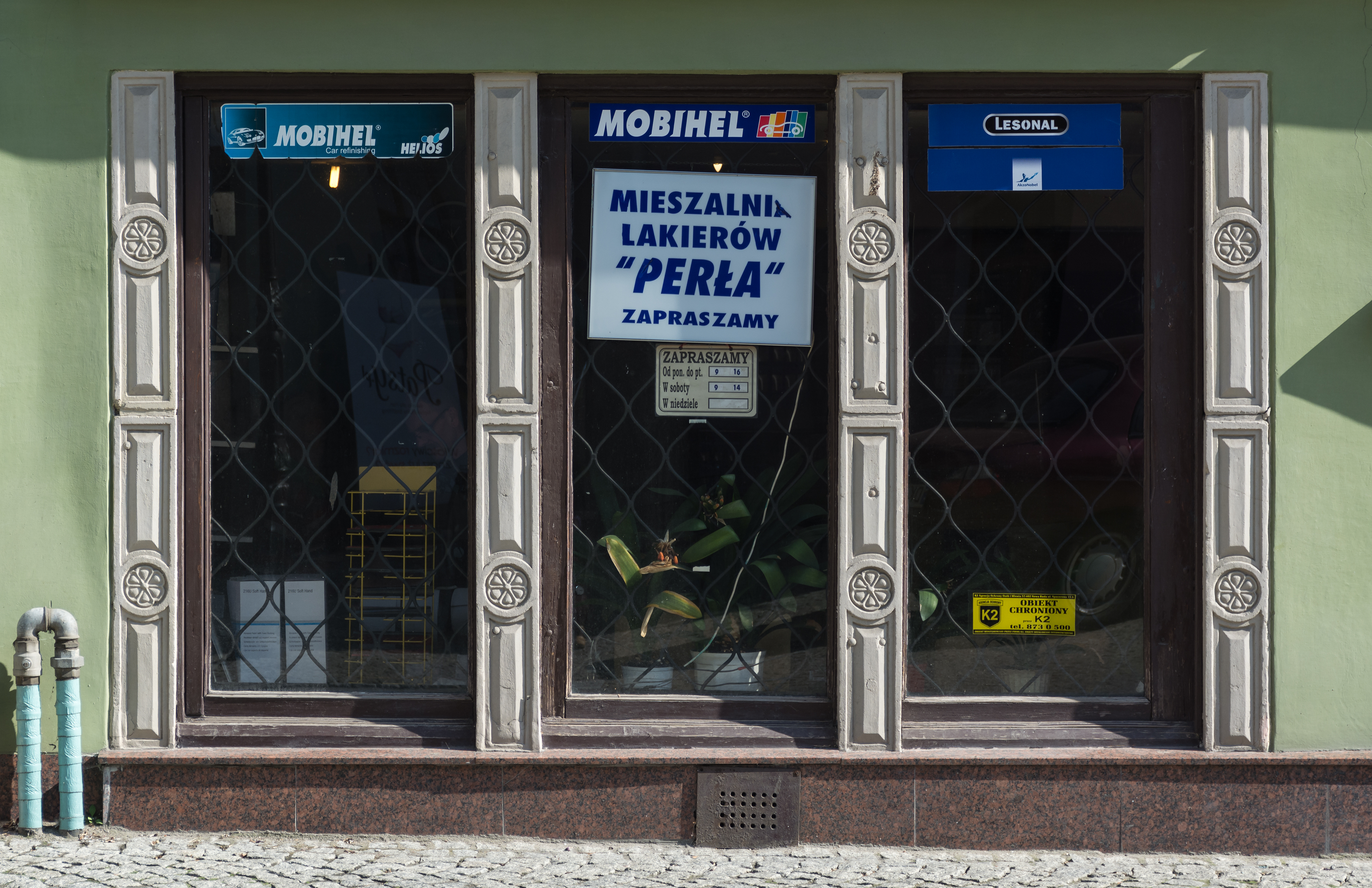
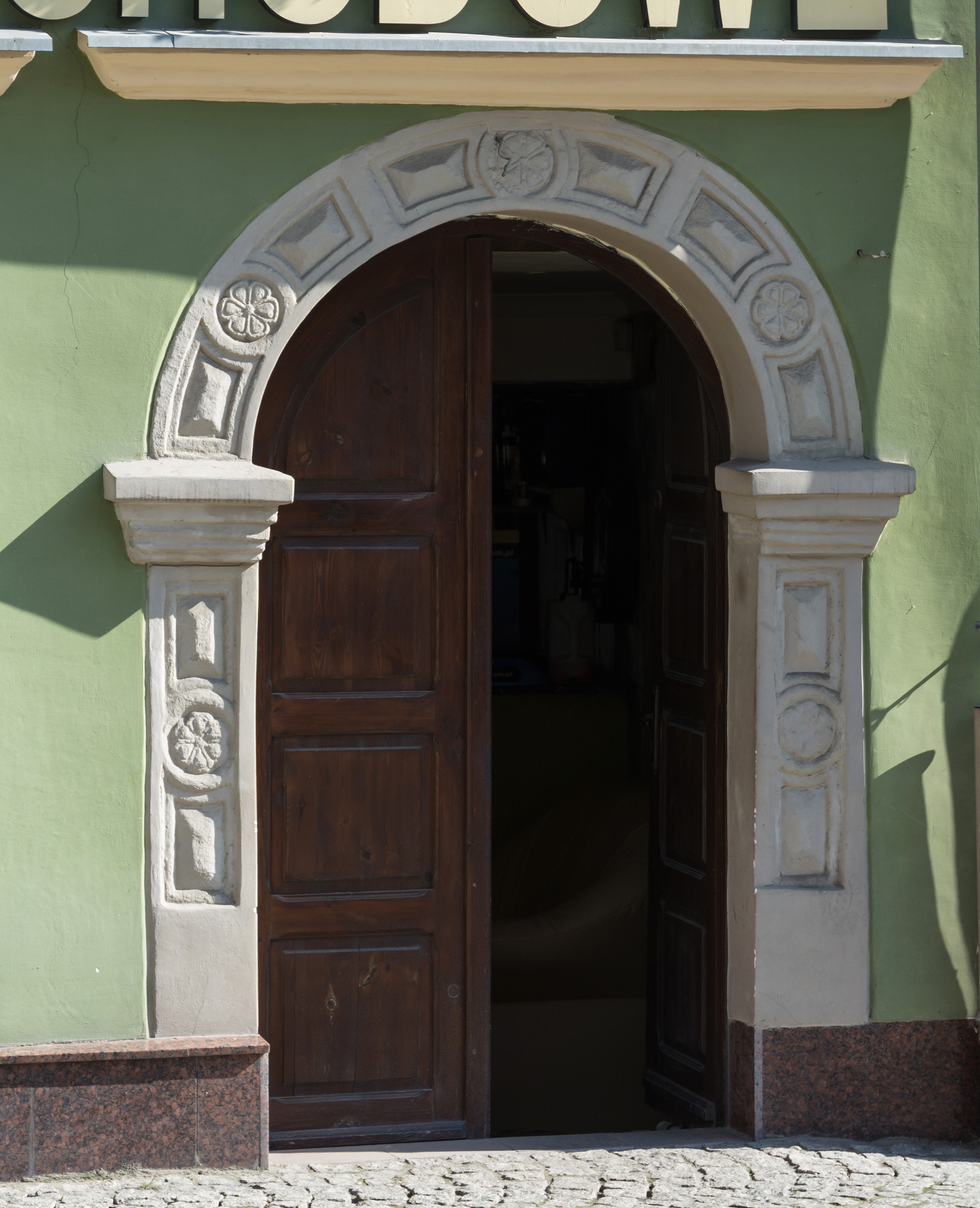
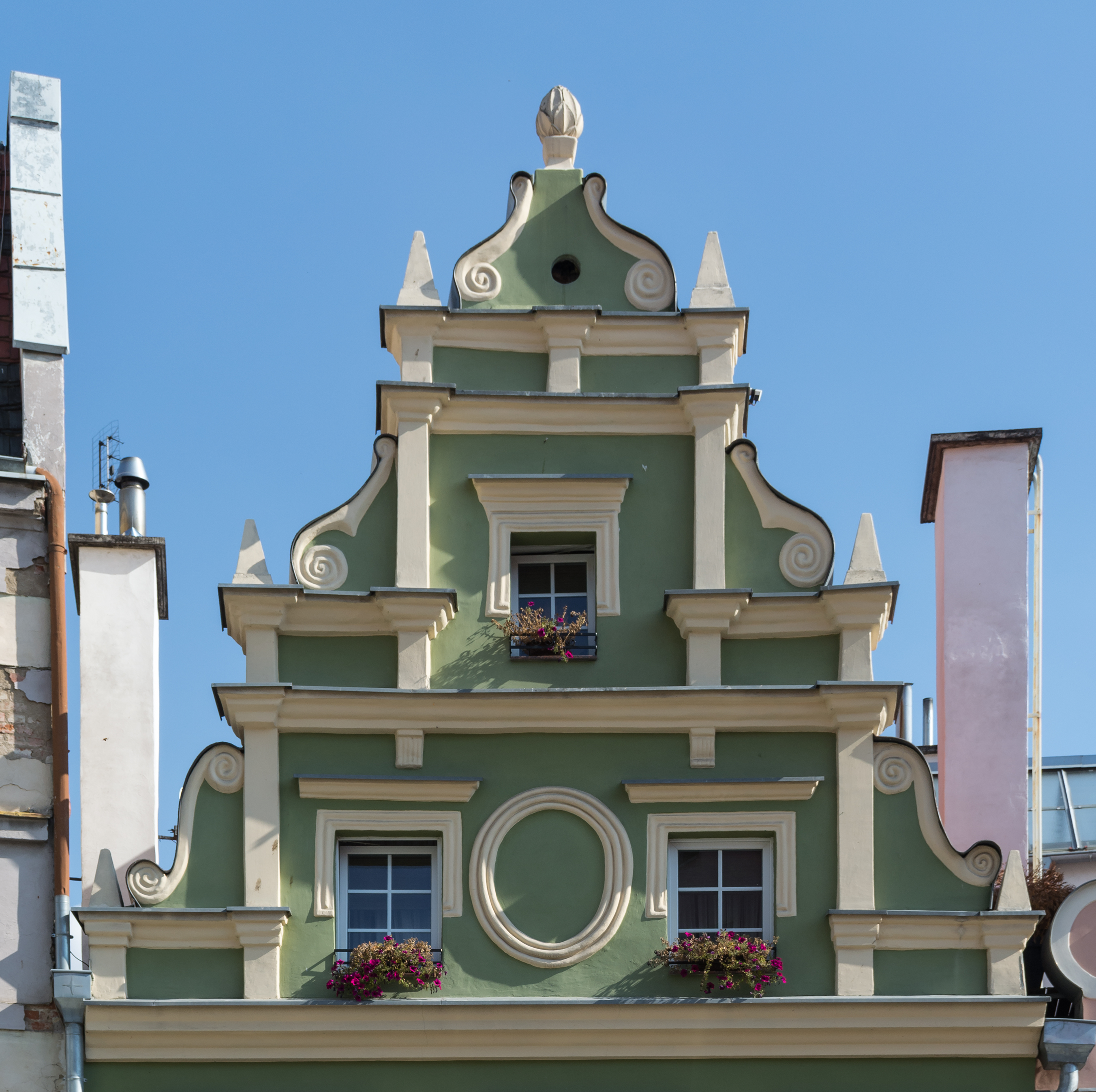